# Daniel Podence
Daniel Podence (Oeiras, Portugal, 21 de octubre de 1995) es un futbolista portugués que juega en la demarcación de delantero para el Al-Shabab Club de la Liga Profesional Saudí.

## Trayectoria
Empezó a formarse como futbolista en 2003 en el Os Belenenses, donde estuvo dos años, ya que en 2005 se marchó a la disciplina del Sporting de Lisboa. Tras estar nueve años en las categorías inferiores del club, en la temporada 2012/13 subió al segundo equipo, jugando en la Segunda División de Portugal por cuatro años. Durante sus dos últimas temporadas en el segundo equipo hizo alguna aparición con el primer equipo en las competiciones de la copa. En la temporada 2016/17 se marchó en calidad de cedido al Moreirense FC, donde jugó un total de 18 partidos. En 2017 el entrenador Jorge Jesus lo subió al primer equipo.

## Estadísticas

### Clubes
Actualizado al último partido disputado el 20 de mayo de 2025.
| Club                                     | Div.          | Temporada     | Liga  | Liga  | Copas nacionales | Copas nacionales | Copas internacionales | Copas internacionales | Total | Total |
| Club                                     | Div.          | Temporada     | Part. | Goles | Part.            | Goles            | Part.                 | Goles                 | Part. | Goles |
| ---------------------------------------- | ------------- | ------------- | ----- | ----- | ---------------- | ---------------- | --------------------- | --------------------- | ----- | ----- |
| Sporting de Lisboa "B" Portugal          | 2.ª           | 2012-13       | 6     | 0     | ―                | ―                | ―                     | ―                     | 6     | 0     |
| Sporting de Lisboa "B" Portugal          | 2.ª           | 2013-14       | 4     | 0     | ―                | ―                | ―                     | ―                     | 4     | 0     |
| Sporting de Lisboa "B" Portugal          | 2.ª           | 2014-15       | 31    | 3     | ―                | ―                | ―                     | ―                     | 31    | 3     |
| Sporting de Lisboa "B" Portugal          | 2.ª           | 2015-16       | 38    | 6     | ―                | ―                | ―                     | ―                     | 38    | 6     |
| Sporting de Lisboa "B" Portugal          | Total club    | Total club    | 79    | 9     | 0                | 0                | 0                     | 0                     | 79    | 9     |
| Sporting C. P. Portugal                  | 1.ª           | 2014-15       | 0     | 0     | 6                | 0                | ―                     | ―                     | 6     | 0     |
| Sporting C. P. Portugal                  | 1.ª           | 2015-16       | 0     | 0     | 1                | 0                | ―                     | ―                     | 1     | 0     |
| Moreirense F. C. Portugal                | 1.ª           | 2016-17       | 14    | 4     | 4                | 0                | ―                     | ―                     | 18    | 4     |
| Moreirense F. C. Portugal                | Total club    | Total club    | 14    | 4     | 4                | 0                | 0                     | 0                     | 18    | 4     |
| Sporting C. P. Portugal                  | 1.ª           | 2016-17       | 13    | 0     | ―                | ―                | ―                     | ―                     | 13    | 0     |
| Sporting C. P. Portugal                  | 1.ª           | 2017-18       | 12    | 0     | 7                | 0                | 1                     | 0                     | 20    | 0     |
| Sporting C. P. Portugal                  | Total club    | Total club    | 25    | 0     | 14               | 0                | 1                     | 0                     | 40    | 0     |
| Olympiacos F. C. · Grecia                | 1.ª           | 2018-19       | 27    | 5     | 2                | 2                | 12                    | 1                     | 41    | 8     |
| Olympiacos F. C. · Grecia                | 1.ª           | 2019-20       | 15    | 3     | ―                | ―                | 12                    | 2                     | 27    | 5     |
| Wolverhampton Wanderers F. C. Inglaterra | 1.ª           | 2019-20       | 9     | 1     | ―                | ―                | 4                     | 0                     | 13    | 1     |
| Wolverhampton Wanderers F. C. Inglaterra | 1.ª           | 2020-21       | 24    | 3     | 1                | 0                | ―                     | ―                     | 25    | 3     |
| Wolverhampton Wanderers F. C. Inglaterra | 1.ª           | 2021-22       | 26    | 2     | 4                | 4                | ―                     | ―                     | 30    | 6     |
| Wolverhampton Wanderers F. C. Inglaterra | 1.ª           | 2022-23       | 32    | 6     | 5                | 0                | ―                     | ―                     | 37    | 6     |
| Olympiacos F. C. · Grecia                | 1.ª           | 2023-24       | 31    | 11    | 2                | 0                | 14                    | 4                     | 47    | 15    |
| Olympiacos F. C. · Grecia                | Total club    | Total club    | 73    | 19    | 4                | 2                | 38                    | 7                     | 115   | 28    |
| Wolverhampton Wanderers F. C. Inglaterra | 1.ª           | 2024-25       | 2     | 0     | 1                | 0                | ―                     | ―                     | 3     | 0     |
| Wolverhampton Wanderers F. C. Inglaterra | Total club    | Total club    | 93    | 12    | 11               | 4                | 4                     | 0                     | 108   | 16    |
| Al-Shabab Club Arabia Saudita            | 1.ª           | 2024-25       | 19    | 2     | 2                | 1                | ―                     | ―                     | 21    | 3     |
| Al-Shabab Club Arabia Saudita            | Total club    | Total club    | 19    | 2     | 2                | 1                | 0                     | 0                     | 21    | 3     |
| Total carrera                            | Total carrera | Total carrera | 303   | 46    | 35               | 7                | 43                    | 7                     | 381   | 60    |

## Palmarés

### Títulos nacionales
| Título                      | Club             | País     | Año  |
| --------------------------- | ---------------- | -------- | ---- |
| Copa de Portugal            | Sporting C. P.   | Portugal | 2015 |
| Copa de la Liga de Portugal | Moreirense F. C. | Portugal | 2017 |
| Copa de la Liga de Portugal | Sporting C. P.   | Portugal | 2018 |
| Superliga de Grecia         | Olympiacos F. C. | Grecia   | 2020 |

### Títulos internacionales
| Título                             | Club             | Sede   | Año  |
| ---------------------------------- | ---------------- | ------ | ---- |
| Liga Europa Conferencia de la UEFA | Olympiacos F. C. | Grecia | 2024 |